# Cosmosoma noctifera
Cosmosoma noctifera là một loài bướm đêm thuộc phân họ Arctiinae, họ Erebidae.